# Vlys

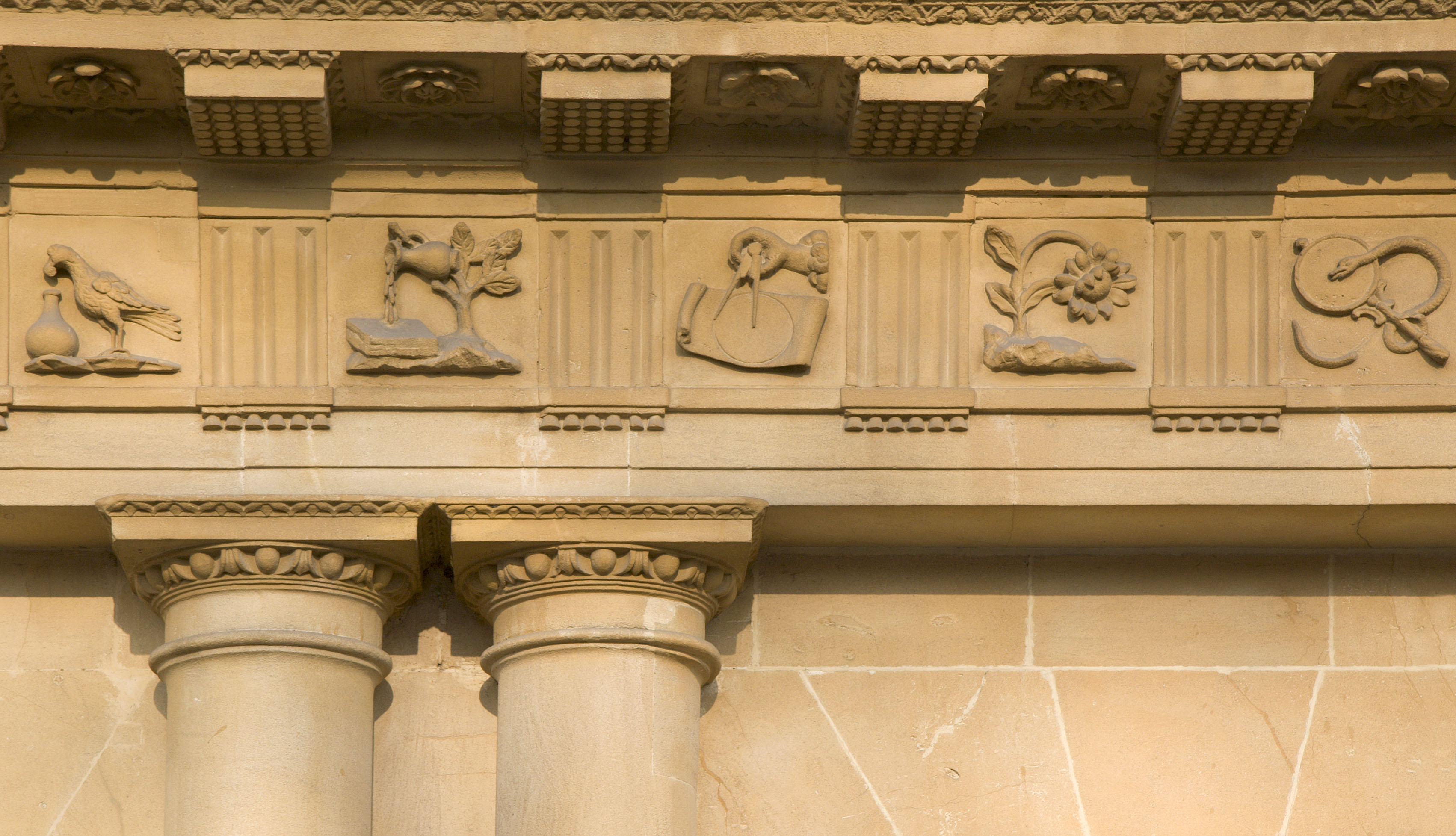
Klasický vlys s reliéfy v metopách

Vlys je v klasické řádové architektuře střední část kladí mezi architrávem a římsou, který tvoří průběžný hladký anebo členěný pás. V dórském slohu se skládá z triglyfů a metop, v jónském slohu bývá hladký, nebo zdobený reliéfem či písmem. Korintský vlys je podobný jónskému, ale bývá zdobnější. Vlys římský je velmi často ještě bohatší a je mnohem plastičtější.
V přeneseném významu se jedná o libovolný vodorovný pás na budovách, který je vyplněný figurálním, rostlinným nebo ornamentálním reliéfem, případně zdobený sgrafity nebo malbou.
Vlys, též vlýsek či vlýska je rovněž prkénko k sestavování vlysové podlahy, která se běžně (nepřesně) nazývá parketová.

## Typy vlysů

### Diamantový vlys
Ornament vlysu je tvořen čtyřbokým jehlanem. Tento vlys se používal v období pozdního romantismu a má výrazný plastický účinek.

### Obloučkový vlys

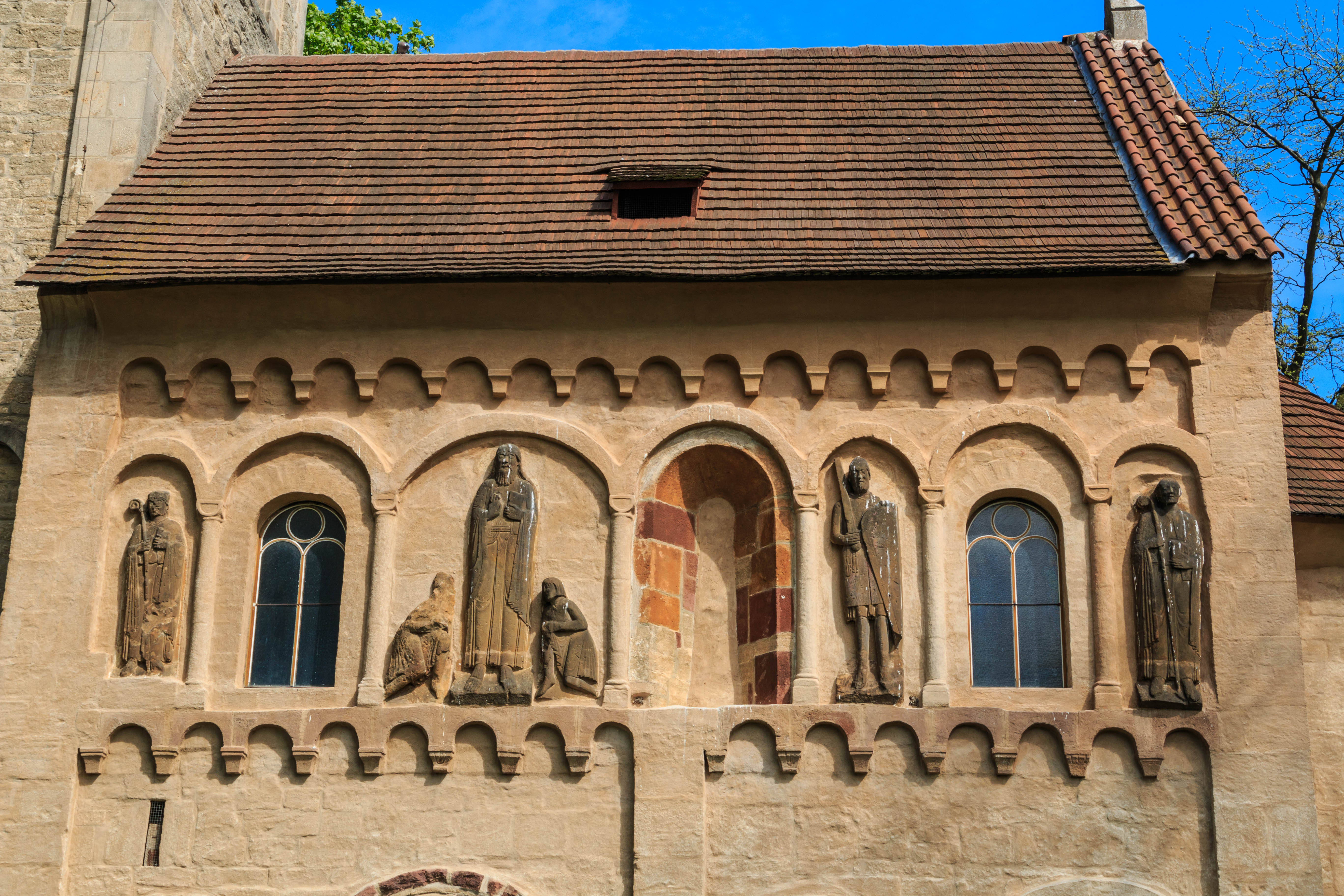
Obloučkové vlysy (kostel v Jakubu)

Ornament tohoto vlysu je tvořen řadou půlkruhových obloučků. Používal se zejména v románské a novorománské architektuře, typicky v horní části věží, zdí a půlkruhových závěrů kostelů a také v horní části lizénových rámů.